# Gary McKinnon

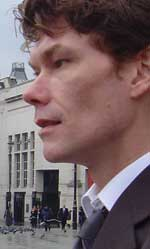
Gary McKinnon

Gary McKinnon (* 1966 in Glasgow) ist ein britischer Grey-Hat-Hacker, auch bekannt unter dem Aliasnamen Solo. Er wurde durch die USA beschuldigt, „den größten Angriff auf militärische Computer“ begangen zu haben. McKinnons Motivation war sein Interesse für unterschlagene Informationen über UFOs, auf die er 2001 nach dem Disclosure Project aufmerksam wurde. In der Folge recherchierte er in den Jahren 2000–2002 in zahlreichen Rechnernetzen des US-Militärs und der NASA nach Belegen. In den Medien wird er daher oft als UFO-Hacker bezeichnet. 2012 wurde, mit einer Entscheidung der Innenministerin Theresa May, das Auslieferungsbegehren der US-Justiz endgültig abgewiesen.

## Leben
Der Systemadministrator wird beschuldigt, in den Jahren 2001 und 2002 in 97 Computer der US-Streitkräfte und der NASA eingedrungen zu sein. Das Rechnernetz umfasste Computer der Army, Air Force und Navy des US-Verteidigungsministeriums und der NASA.

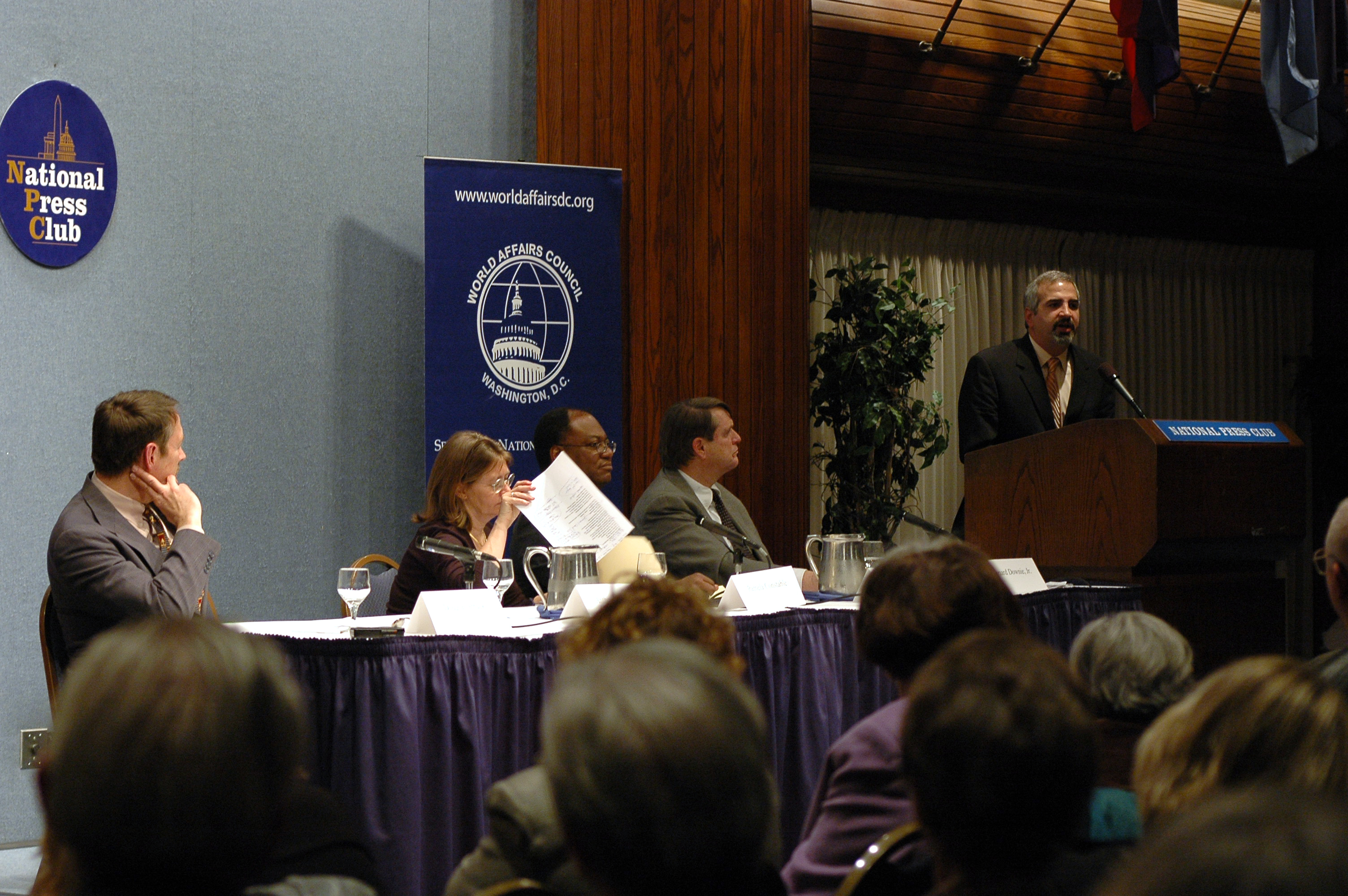
Disclosure Project – 9. Mai 2001 traten im National Press Club in Washington Zeugen aus Militär und zivilen Organisationen und berichteten von ihren Erfahrungen bezüglich UFOs und Geheimhaltung mit dem Ziel der Offenlegung der UFO-Geheimhaltung.

McKinnon gibt an, mithilfe eines selbst geschriebenen Perl-Skripts nach Rechnern ohne Passwort (blank password) gesucht und dann die Fernwartungssoftware pcAnywhere auf den Computern installiert zu haben. McKinnon hat die Tat bereits gestanden und behauptet, dass er in die Rechner nur eingedrungen sei, um Informationen über UFOs und außerirdische Technologie zu erlangen, wobei er angeblich auch fündig geworden ist.
Die US-Staatsanwaltschaft wirft Gary McKinnon vor, durch seine Tätigkeiten in den Rechnernetzen einen Schaden in der Höhe von bis zu 900.000 USD verursacht zu haben, und will ihn dafür in den USA vor Gericht stellen. Falls er in den Vereinigten Staaten verurteilt wird, erwartet ihn dort eine Strafe von bis zu 70 Jahren Haft und eine Geldstrafe von 1,75 Millionen USD.
Nachdem sein Einspruch gegen die Auslieferung an die USA in London am 3. April 2007 abgelehnt wurde, drohte ihm ein Prozess in den Vereinigten Staaten. Der Fall wurde im August 2008 vor dem Europäischen Gerichtshof für Menschenrechte behandelt, eine der letzten Chancen, um nicht in die USA ausgeliefert zu werden. Auch dieser Antrag wurde jedoch am 28. August 2008 abgelehnt. Letztendlich verlor er am 31. Juli 2009 auch einen Prozess am High Court und stand unmittelbar vor der Auslieferung. Im Jahr 2009 bekam er Unterstützung durch prominente Musiker wie Sting und andere. So hat David Gilmour, Gitarrist von Pink Floyd, den Rockklassiker Chicago von Crosby, Stills, Nash & Young mit dem Einverständnis von Komponist Graham Nash unter der Mitwirkung von Chrissie Hynde, Bob Geldof und Gary McKinnon selbst neu aufgenommen, um gegen die Auslieferung in die USA zu protestieren und diesen mit einem gleichzeitigen Spendenaufruf zu unterstützen.
Der Autismus-Experte Simon Baron-Cohen gab im Januar 2009 bekannt, dass er bei McKinnon das Asperger-Syndrom diagnostiziert habe. Seine Kollegen Thomas Bernie, Jeremy Turk und Declan Murphy schlossen sich dieser Auffassung an und warnten davor, dass eine Auslieferung McKinnon einer Suizid-Gefahr aussetzen würde.
Ende 2010 wurde im Zuge der Veröffentlichung von Depeschen US-amerikanischer Botschaften durch Wikileaks publik, dass sich der ehemalige Premierminister des Vereinigten Königreichs Gordon Brown für Gary McKinnon eingesetzt hatte.
Anfang 2012 äußerte das Oberste Zivilgericht Bedenken über die Dauer des Auslieferungsverfahren, das bereits zehn Jahre dauert.
Im März 2012 wurde das Auslieferungsabkommen zwischen den USA und dem Vereinigten Königreich erneut kritisiert und im Juni forderte der Abgeordnete David Burrowes den Premierminister David Cameron und den stellvertretenden Premierminister Nick Clegg auf, das Auslieferungsverfahren gegen Gary McKinnon zu beenden.
Im Oktober 2012 wurde das Auslieferungsbegehren der US-Justiz endgültig von der Innenministerin Theresa May abgewiesen.

## Interview
- UFOs-NASA, Interview auf YouTube, eingestellt am 24. Mai 2006 (16:22 min)